# Baglung
Baglung (Nepali बागलुंग) ist eine Stadt (Munizipalität) in Zentral-Nepal und Verwaltungssitz des Distriktes Baglung in der Provinz Gandaki, etwa 72 Straßenkilometer westlich von Pokhara (Luftlinie 37 Kilometer).
Die Stadt liegt auf einer Terrasse gut 200 Meter oberhalb des Kali Gandaki und an der Straße von Pokhara nach Jomsom.
Der Fluss Kanthe Khola mündet bei Baglung linksseitig in den Kali Gandaki. Baglung ist Ausgangspunkt für Wanderungen in das Gebiet des Dhaulagiri und stromaufwärts durch die Schlucht des Kali Gandaki nach Mustang und zur Pilgerstätte Muktinath.

## Einwohner
Bei der Volkszählung 2011 hatte die Stadt Baglung 29.360 Einwohner (davon 13.556 männlich) in 7.848 Haushalten.

## Einzelnachweise

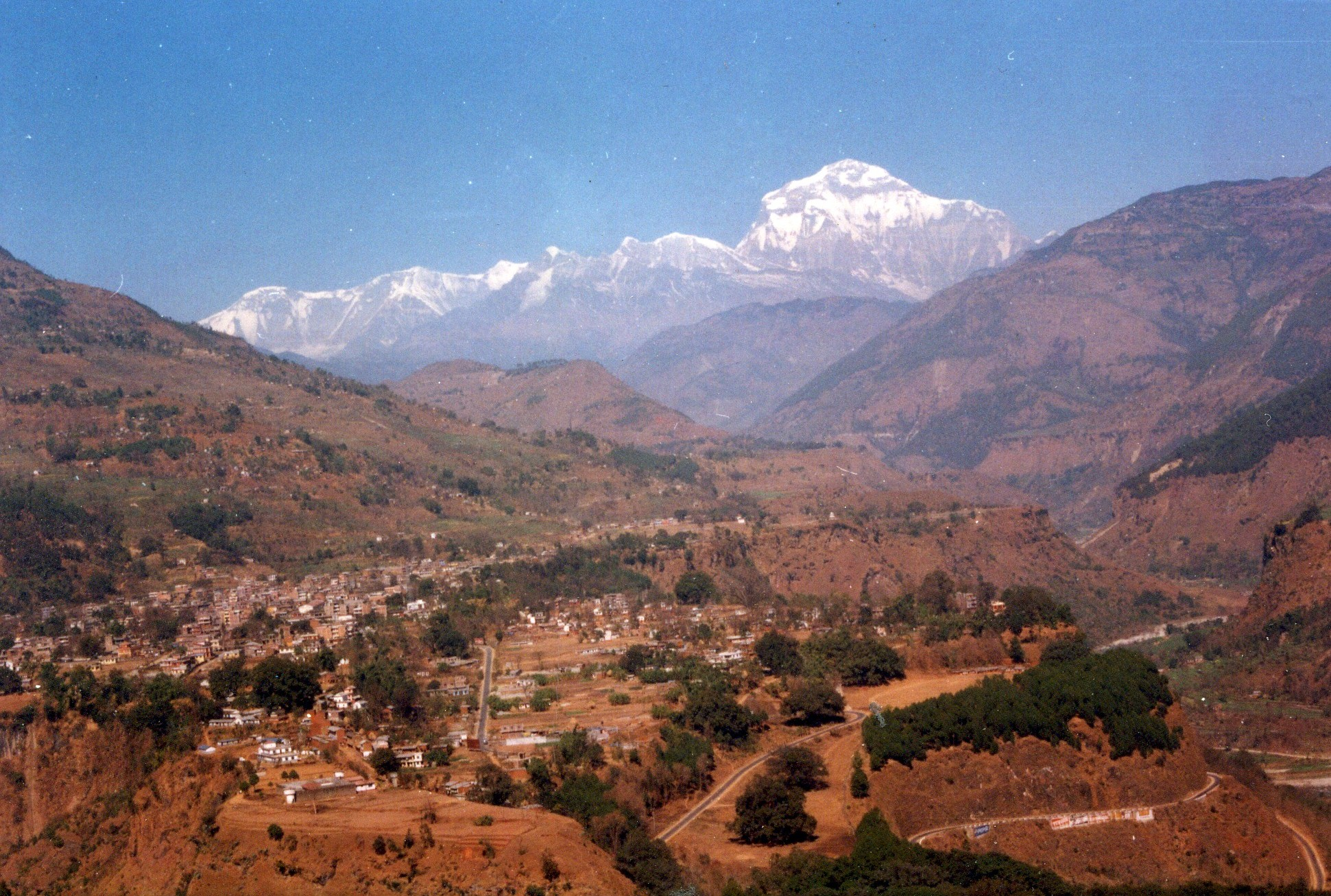
Baglung Bazar, im Hintergrund der Dhaulagiri (2006)